# Pranburia
Pranburia is een geslacht van spinnen uit de familie loopspinnen (Corinnidae).

## Soorten
- Pranburia mahannopi Deeleman-Reinhold, 1993